# Derjanivka, Dunaiivți
Derjanivka (în ucraineană Держанівка) este localitatea de reședință a comunei Derjanivka din raionul Dunaiivți, regiunea Hmelnîțkîi, Ucraina.

## Demografie
Componența lingvistică a localității Derjanivka
     Ucraineană (99,27%)
     Alte limbi (0,73%)
Conform recensământului din 2001, majoritatea populației localității Derjanivka era vorbitoare de ucraineană (99,27%), existând în minoritate și vorbitori de alte limbi.